# جيم وايت (سياسي)
جيم وايت (بالإنجليزية: Jim White)‏ هو سياسي أمريكي، ولد في 22 نوفمبر 1944. حزبياً، نشط في الحزب الجمهوري. وقد انتخب عضو داكوتا الجنوبية البيت النواب.